# Collettea minima
Collettea minima är en kräftdjursart som först beskrevs av Hansen 1913.  Collettea minima ingår i släktet Collettea och familjen Colletteidae. Inga underarter finns listade i Catalogue of Life.